# Марія де Вальдес
Марія де Вальдес (ісп. María de Valdés; нар. 19 жовтня 1998) — іспанська плавчиня. Учасниця Чемпіонату світу з водних видів спорту 2022, де в плаванні на відкритій воді на дистанціях
5 км
10 км посіла, відповідно, 5-те і 10-те місця, а в командних змаганнях її збірну дискваліфіковано. 